# The Baseballs/Diskografie
Diese Diskografie ist eine Übersicht über die musikalischen Werke der deutschen Rock-’n’-Roll-Band The Baseballs. Den Schallplattenauszeichnungen zufolge hat sie bisher mehr als 670.000 Tonträger verkauft. Ihre erfolgreichste Veröffentlichung ist das Debütalbum Strike! mit über 550.000 verkauften Einheiten.

## Alben

### Studioalben
| Jahr | Titel Musiklabel                       | Höchstplatzierung, Gesamtwochen, AuszeichnungChartplatzierungen (Jahr, Titel, Musiklabel, Platzierungen, Wochen, Auszeichnungen, Anmerkungen) | Höchstplatzierung, Gesamtwochen, AuszeichnungChartplatzierungen (Jahr, Titel, Musiklabel, Platzierungen, Wochen, Auszeichnungen, Anmerkungen) | Höchstplatzierung, Gesamtwochen, AuszeichnungChartplatzierungen (Jahr, Titel, Musiklabel, Platzierungen, Wochen, Auszeichnungen, Anmerkungen) | Höchstplatzierung, Gesamtwochen, AuszeichnungChartplatzierungen (Jahr, Titel, Musiklabel, Platzierungen, Wochen, Auszeichnungen, Anmerkungen) | Anmerkungen                                              |
| Jahr | Titel Musiklabel                       | DE | AT | CH | UK | Anmerkungen                                              |
| ---- | -------------------------------------- | --- | --- | --- | --- | -------------------------------------------------------- |
| 2009 | Strike! Warner Music (WMG)             | DE6 Platin · (54 Wo.)DE | AT5 Gold · (54 Wo.)AT | CH2 Platin · (102 Wo.)CH | UK4 Gold · (10 Wo.)UK | Erstveröffentlichung: 15. Mai 2009 Verkäufe: + 556.977   |
| 2011 | Strings ’n’ Stripes Warner Music (WMG) | DE5 Gold · (26 Wo.)DE | AT3 (18 Wo.)AT | CH1 (28 Wo.)CH | UK74 (1 Wo.)UK | Erstveröffentlichung: 15. April 2011 Verkäufe: + 100.000 |
| 2014 | Game Day Warner Music (WMG)            | DE22 (5 Wo.)DE | AT17 (5 Wo.)AT | CH5 (14 Wo.)CH | — | Erstveröffentlichung: 28. März 2014                      |
| 2016 | Hit Me Baby… Warner Music (WMG)        | DE9 (4 Wo.)DE | AT8 (5 Wo.)AT | CH4 (8 Wo.)CH | — | Erstveröffentlichung: 9. September 2016                  |
| 2021 | Hot Shots Elektrola (UMG)              | DE13 (2 Wo.)DE | AT27 (1 Wo.)AT | CH7 (6 Wo.)CH | — | Erstveröffentlichung: 28. Mai 2021                       |
| 2024 | That’s Alright Madizin Music (RTD)     | — | — | — | — | Erstveröffentlichung: 27. September 2024                 |

### Livealben
| Jahr | Titel Musiklabel                             | Höchstplatzierung, Gesamtwochen, AuszeichnungChartplatzierungen (Jahr, Titel, Musiklabel, Platzierungen, Wochen, Auszeichnungen, Anmerkungen) | Höchstplatzierung, Gesamtwochen, AuszeichnungChartplatzierungen (Jahr, Titel, Musiklabel, Platzierungen, Wochen, Auszeichnungen, Anmerkungen) | Höchstplatzierung, Gesamtwochen, AuszeichnungChartplatzierungen (Jahr, Titel, Musiklabel, Platzierungen, Wochen, Auszeichnungen, Anmerkungen) | Höchstplatzierung, Gesamtwochen, AuszeichnungChartplatzierungen (Jahr, Titel, Musiklabel, Platzierungen, Wochen, Auszeichnungen, Anmerkungen) | Anmerkungen                                            |
| Jahr | Titel Musiklabel                             | DE | AT | CH | UK | Anmerkungen                                            |
| ---- | -------------------------------------------- | --- | --- | --- | --- | ------------------------------------------------------ |
| 2012 | Strings ’n’ Stripes – Live JMC Records (WMG) | DE*DE | — | CH92 (1 Wo.)CH | — | Erstveröffentlichung: 25. Mai 2012 * siehe Studioalbum |

### Kompilationen
| Jahr | Titel Musiklabel                    | Höchstplatzierung, Gesamtwochen, AuszeichnungChartplatzierungen (Jahr, Titel, Musiklabel, Platzierungen, Wochen, Auszeichnungen, Anmerkungen) | Höchstplatzierung, Gesamtwochen, AuszeichnungChartplatzierungen (Jahr, Titel, Musiklabel, Platzierungen, Wochen, Auszeichnungen, Anmerkungen) | Höchstplatzierung, Gesamtwochen, AuszeichnungChartplatzierungen (Jahr, Titel, Musiklabel, Platzierungen, Wochen, Auszeichnungen, Anmerkungen) | Höchstplatzierung, Gesamtwochen, AuszeichnungChartplatzierungen (Jahr, Titel, Musiklabel, Platzierungen, Wochen, Auszeichnungen, Anmerkungen) | Anmerkungen                            |
| Jahr | Titel Musiklabel                    | DE | AT | CH | UK | Anmerkungen                            |
| ---- | ----------------------------------- | --- | --- | --- | --- | -------------------------------------- |
| 2017 | The Sun Sessions Warner Music (WMG) | DE43 (1 Wo.)DE | AT38 (1 Wo.)AT | CH36 (2 Wo.)CH | — | Erstveröffentlichung: 20. Oktober 2017 |

### EPs
| Jahr | Titel musiklabel                           | Anmerkungen                             |
| ---- | ------------------------------------------ | --------------------------------------- |
| 2023 | Christmassy Madizin Music (RTD)            | Erstveröffentlichung: 10. November 2023 |
| 2024 | Strike! – New Versions Madizin Music (RTD) | Erstveröffentlichung: 17. Mai 2024      |

### Weihnachtsalben
| Jahr | Titel Musiklabel                      | Höchstplatzierung, Gesamtwochen, AuszeichnungChartplatzierungen (Jahr, Titel, Musiklabel, Platzierungen, Wochen, Auszeichnungen, Anmerkungen) | Höchstplatzierung, Gesamtwochen, AuszeichnungChartplatzierungen (Jahr, Titel, Musiklabel, Platzierungen, Wochen, Auszeichnungen, Anmerkungen) | Höchstplatzierung, Gesamtwochen, AuszeichnungChartplatzierungen (Jahr, Titel, Musiklabel, Platzierungen, Wochen, Auszeichnungen, Anmerkungen) | Höchstplatzierung, Gesamtwochen, AuszeichnungChartplatzierungen (Jahr, Titel, Musiklabel, Platzierungen, Wochen, Auszeichnungen, Anmerkungen) | Anmerkungen                            |
| Jahr | Titel Musiklabel                      | DE | AT | CH | UK | Anmerkungen                            |
| ---- | ------------------------------------- | --- | --- | --- | --- | -------------------------------------- |
| 2012 | Good Ol’ Christmas Warner Music (WMG) | DE25 (8 Wo.)DE | AT22 (7 Wo.)AT | CH10 (9 Wo.)CH | — | Erstveröffentlichung: 2. November 2012 |

## Singles

### Als Leadmusiker
| Jahr | Titel Album                                                            | Höchstplatzierung, Gesamtwochen, AuszeichnungChartplatzierungen (Jahr, Titel, Album, Platzierungen, Wochen, Auszeichnungen, Anmerkungen) | Höchstplatzierung, Gesamtwochen, AuszeichnungChartplatzierungen (Jahr, Titel, Album, Platzierungen, Wochen, Auszeichnungen, Anmerkungen) | Höchstplatzierung, Gesamtwochen, AuszeichnungChartplatzierungen (Jahr, Titel, Album, Platzierungen, Wochen, Auszeichnungen, Anmerkungen) | Höchstplatzierung, Gesamtwochen, AuszeichnungChartplatzierungen (Jahr, Titel, Album, Platzierungen, Wochen, Auszeichnungen, Anmerkungen) | Anmerkungen                                                                            |
| Jahr | Titel Album                                                            | DE | AT | CH | UK | Anmerkungen                                                                            |
| ---- | ---------------------------------------------------------------------- | --- | --- | --- | --- | -------------------------------------------------------------------------------------- |
| 2009 | Umbrella Strike!                                                       | DE43 (9 Wo.)DE | AT58 (3 Wo.)AT | CH9 (32 Wo.)CH | — | Erstveröffentlichung: 30. April 2009 Verkäufe: + 13.375; Original: Rihanna             |
| 2009 | Hot n Cold Strike!                                                     | DE68 (3 Wo.)DE | AT65 (1 Wo.)AT | CH52 (15 Wo.)CH | — | Erstveröffentlichung: 18. September 2009 Original: Katy Perry                          |
| 2009 | Stop and Stare –                                                       | — | — | — | — | Erstveröffentlichung: 27. November 2009 Original: OneRepublic                          |
| 2009 | Love in This Club Strike!                                              | — | — | — | — | Erstveröffentlichung: 22. Dezember 2009 Original: Usher feat. Young Jeezy              |
| 2010 | Last in Line –                                                         | — | — | — | — | Erstveröffentlichung: 22. März 2010 Original: Nylon Beat                               |
| 2010 | Chasing Cars Strike! Back                                              | — | — | — | — | Erstveröffentlichung: 11. Oktober 2010 Original: Snow Patrol                           |
| 2011 | Hello Strings ’n’ Stripes                                              | DE100 (1 Wo.)DE | AT41 (3 Wo.)AT | CH68 (1 Wo.)CH | — | Erstveröffentlichung: 8. April 2011 Original: Martin Solveig                           |
| 2011 | Candy Shop Strings ’n’ Stripes                                         | — | AT69 (1 Wo.)AT | — | — | Erstveröffentlichung: 8. April 2011 Original: 50 Cent feat. Olivia                     |
| 2011 | This Is a Night – Het is een nacht Strings ’n’ Stripes (Dutch-Edition) | — | — | — | — | Erstveröffentlichung: 23. Mai 2011 feat. Guus Meeuwis; Original: Guus Meeuwis & Vagant |
| 2014 | Mo Hotta Mo Betta Game Day                                             | — | — | — | — | Erstveröffentlichung: 14. November 2014                                                |
| 2014 | On My Way Game Day                                                     | — | — | — | — | Erstveröffentlichung: 14. November 2014                                                |
| 2016 | … Baby One More Time Hit Me Baby…                                      | — | — | — | — | Erstveröffentlichung: 5. August 2016 Original: Britney Spears                          |
| 2017 | Love Yourself The Sun Sessions                                         | — | — | — | — | Erstveröffentlichung: 18. August 2017 Original: Justin Bieber                          |
| 2017 | Thinking Out Loud The Sun Sessions                                     | — | — | — | — | Erstveröffentlichung: 22. September 2017 Original: Ed Sheeran                          |
| 2017 | Bleeding Love Strike! • The Sun Sessions                               | — | — | — | — | Erstveröffentlichung: 13. Oktober 2017 Original: Leona Lewis                           |
| 2020 | Don’t Worry, Be Happy Hot Shots                                        | — | — | — | — | Erstveröffentlichung: 17. Juli 2020 Original: Bobby McFerrin                           |
| 2020 | Take On Me Hot Shots                                                   | — | — | — | — | Erstveröffentlichung: 18. September 2020 Original: a-ha                                |
| 2020 | Wake Me Up Before You Go-Go Hot Shots                                  | — | — | — | — | Erstveröffentlichung: 18. Dezember 2020 Original: Wham!                                |
| 2021 | Rock Me Amadeus Hot Shots                                              | — | — | — | — | Erstveröffentlichung: 26. März 2021 Original: Falco                                    |
| 2021 | Forever Young Hot Shots                                                | — | — | — | — | Erstveröffentlichung: 16. April 2021 Original: Alphaville                              |
| 2022 | Like a Virgin –                                                        | — | — | — | — | Erstveröffentlichung: 27. Mai 2022 Original: Madonna                                   |
| 2024 | Sad on a Summer Day That’s Alright                                     | — | — | — | — | Erstveröffentlichung: 12. Juli 2024                                                    |
| 2024 | Unwritten That’s Alright                                               | — | — | — | — | Erstveröffentlichung: 23. August 2024 Original: Natasha Bedingfield                    |

### Als Gastmusiker
| Jahr | Titel Album         | Anmerkungen                                                                 |
| ---- | ------------------- | --------------------------------------------------------------------------- |
| 2019 | Cadillac Maniac –   | Erstveröffentlichung: 13. September 2019 Kissin’ Dynamite vs. The Baseballs |
| 2024 | Rock & Roll Queen – | Erstveröffentlichung: 2. August 2024 ToneNation feat. The Baseballs         |

## Videoalben und Musikvideos

### Videoalben
| Jahr | Titel Musiklabel                              | Höchstplatzierung, Gesamtwochen, AuszeichnungChartplatzierungen (Jahr, Titel, Musiklabel, Platzierungen, Wochen, Auszeichnungen, Anmerkungen) | Höchstplatzierung, Gesamtwochen, AuszeichnungChartplatzierungen (Jahr, Titel, Musiklabel, Platzierungen, Wochen, Auszeichnungen, Anmerkungen) | Höchstplatzierung, Gesamtwochen, AuszeichnungChartplatzierungen (Jahr, Titel, Musiklabel, Platzierungen, Wochen, Auszeichnungen, Anmerkungen) | Höchstplatzierung, Gesamtwochen, AuszeichnungChartplatzierungen (Jahr, Titel, Musiklabel, Platzierungen, Wochen, Auszeichnungen, Anmerkungen) | Anmerkungen                                            |
| Jahr | Titel Musiklabel                              | DE | AT | CH | UK | Anmerkungen                                            |
| ---- | --------------------------------------------- | --- | --- | --- | --- | ------------------------------------------------------ |
| 2012 | Strings ’n’ Stripes – Live Warner Music (WMG) | DE*DE | — | CH7 (2 Wo.)CH | — | Erstveröffentlichung: 25. Mai 2012 * siehe Studioalbum |

### Musikvideos
| Jahr | Titel                 | Regisseur(e)  |
| ---- | --------------------- | ------------- |
| 2009 | Hot n Cold            | Dieter Claus  |
| 2009 | Umbrella              |               |
| 2010 | Chasing Cars          |               |
| 2010 | Poker Face            | Oliver Sommer |
| 2011 | Hello                 |               |
| 2011 | Candy Shop            |               |
| 2012 | Let It Snow           | Sven Sindt    |
| 2014 | Mo Hotta Mo Betta     |               |
| 2014 | On My Way             |               |
| 2016 | … Baby One More Time  | Manuel Cortez |
| 2017 | Thinking Out Loud     |               |
| 2020 | Don’t Worry, Be Happy |               |
| 2021 | Rock Me Amadeus       | Oliver Sommer |
| 2022 | Mutter Brause         |               |
| 2024 | Sad on a Summer Day   |               |

## Sonderveröffentlichungen
| Jahr | Titel Album                                                    | Anmerkungen                                                                                                 |
| ---- | -------------------------------------------------------------- | --- |
| 2012 | Chihuahua Reloaded                                             | Erstveröffentlichung: 20. März 2013 DJ BoBo feat. The Baseballs                                             |
| 2014 | Jailhouse Rock Home Sweet Home (International Special-Edition) | Erstveröffentlichung: 5. September 2014 Andreas Gabalier feat. The Baseballs; Original: Elvis Presley       |
| 2014 | Umbrella Home Sweet Home (International Special-Edition)       | Erstveröffentlichung: 5. September 2014 Andreas Gabalier feat. The Baseballs; Original: Rihanna feat. Jay-Z |
| 2018 | What About Love Perfect Day                                    | Erstveröffentlichung: 28. September 2018 Tom Gaebel feat. The Baseballs                                     |
| 2018 | Ein besserer Mensch Ku’damm 56 – Das Musical (Deluxe-Edition)  | Erstveröffentlichung: 24. Juni 2022 Peter Plate & Ulf Leo Sommer feat. The Baseballs                        |

## Promoveröffentlichungen
| Jahr | Titel Album                                                   | Anmerkungen                                                                          |
| ---- | ------------------------------------------------------------- | ------------------------------------------------------------------------------------ |
| 2022 | Ein besserer Mensch Ku’damm 56 – Das Musical (Deluxe-Edition) | Erstveröffentlichung: 16. Juni 2022 Peter Plate & Ulf Leo Sommer feat. The Baseballs |
| 2022 | Momma Soda –                                                  | Erstveröffentlichung: 8. Juli 2022 Peter Plate & Ulf Leo Sommer feat. The Baseballs  |

## Statistik

### Chartauswertung
|                     | DE    | AT    | CH    | UK    |
| ------------------- | ----- | ----- | ----- | ----- |
| Nummer-eins-Alben   | DE—DE | AT—AT | CH1CH | UK—UK |
| Top-10-Alben        | DE3DE | AT3AT | CH5CH | UK1UK |
| Alben in den Charts | DE7DE | AT7AT | CH8CH | UK2UK |

|                       | DE    | AT    | CH    | UK    |
| --------------------- | ----- | ----- | ----- | ----- |
| Nummer-eins-Singles   | DE—DE | AT—AT | CH—CH | UK—UK |
| Top-10-Singles        | DE—DE | AT—AT | CH1CH | UK—UK |
| Singles in den Charts | DE3DE | AT4AT | CH3CH | UK—UK |

|                          | DE    | AT    | CH    | UK    |
| ------------------------ | ----- | ----- | ----- | ----- |
| Nummer-eins-Videoalben   | DE—DE | AT—AT | CH—CH | UK—UK |
| Top-10-Videoalben        | DE—DE | AT—AT | CH1CH | UK—UK |
| Videoalben in den Charts | DE—DE | AT—AT | CH1CH | UK—UK |

### Auszeichnungen für Musikverkäufe
| Platin-Schallplatte - Finnland - 2010: für die Single Umbrella - Niederlande - 2010: für das Album Strike! - Norwegen - 2010: für das Album Strike! - Schweden - 2010: für das Album Strike! | 3× Platin-Schallplatte - Finnland - 2009: für das Album Strike! |

Anmerkung: Auszeichnungen in Ländern aus den Charttabellen bzw. Chartboxen sind in ebendiesen zu finden.
| Land/RegionAuszeichnungen für Musikverkäufe (Land/Region, Auszeichnungen, Verkäufe, Quellen) | Gold     | Platin     | Verkäufe | Quellen                                                    |
| -------------------------------------------------------------------------------------------- | -------- | ---------- | -------- | ---------------------------------------------------------- |
| Deutschland (BVMI)                                                                           | Gold1    | Platin1    | 300.000  | musikindustrie.de                                          |
| Finnland (IFPI)                                                                              | —        | 4× Platin4 | 110.352  | ifpi.fi                                                    |
| Niederlande (NVPI)                                                                           | —        | Platin1    | 50.000   | nvpi.nl                                                    |
| Norwegen (IFPI)                                                                              | —        | Platin1    | 30.000   | ifpi.no (Memento vom 5. November 2012 im Internet Archive) |
| Österreich (IFPI)                                                                            | Gold1    | —          | 10.000   | ifpi.at                                                    |
| Schweden (IFPI)                                                                              | —        | Platin1    | 40.000   | sverigetopplistan.se                                       |
| Schweiz (IFPI)                                                                               | —        | Platin1    | 30.000   | hitparade.ch                                               |
| Vereinigtes Königreich (BPI)                                                                 | Gold1    | —          | 100.000  | bpi.co.uk                                                  |
| Insgesamt                                                                                    | 3× Gold3 | 9× Platin9 |          |                                                            |